# Edwin Turney
Edwin Turney (ur. 26 marca 1929 w Nowym Jorku, zm. 15 października 2008) – amerykański przedsiębiorąca, jeden z założycieli firmy AMD.
W czasie wojny koreańskiej służył w US Navy, po powrocie do życia cywilnego od 1963 pracował w firmie Fairchild Semiconductor.  W maju 1969 wraz z siedmioma innymi byłymi pracownikami Fairchild założył firmę AMD, którą opuścił w 1974.